# Фролов Олександр Іванович
Олекса́ндр Іва́нович Фроло́в — радянський, український кінооператор і кінорежисер-документаліст. Лауреат Державної премії України ім. Т. Г. Шевченка (1987).

## Біографія
Народився 11 жовтня 1944 р. в Вінниці. Закінчив Київський державний інститут театрального мистецтва ім. І. Карпенка-Карого (1975).
Працює з 1968 р. на «Київнаукфільмі», де створив картини:
- «Подряпина на льоду» (1982),
- «Зірка Вавілова» (1984, оператор),
- «Вперед… до кам'яного століття» (1986),
- «Стінограма» (1987),
- «Разом з Макаренком» (1987, оператор),
- «Гра на випередження» (1987, оператор у співавт.; реж. Е. Даргольц),
- «Гніздо» (1991),
- «Любов та смерть поета Володимира Маяковського» (1991, режисер та оператор у співавт.),
- «Слов'янський детектив» (1992, у співавт. з І. Недужком),
- стрічки «Крах Тевтонського ордену. Фільм 28» (автор сценар. та режисер), «В унії та без неї. Фільм 30» (оператор та режисер), «Захищали, скільки могли. Фільм 36» (оператор та режисер) в документальному циклі «Невідома Україна. Нариси нашої історії» (1993),
- «Газ України» (1996, авт. сцен.),
- «Оксана Петрусенко» з циклу «Обрані часом» (1996, у співавт. з Р. Плаховим-Модестовим) та ін.,

а також телестрічки:
- «Два життя Соломії» (1997, т/ф),
- «Честь і вдячність» (1999, т/ф, авт. сцен.),
- «Леонід Кравчук. Обрання долі.» (2003, у співавт.),
- «Червоний ренесанс» (2004, у співавт.),
- «Дисиденти» (2007, у співавт.),
- «Непрощені» (2007, у спіавт.).